# Glomibidion tumidum
Glomibidion tumidum är en skalbaggsart som beskrevs av Dilma Solange Napp och Martins 1985. Glomibidion tumidum ingår i släktet Glomibidion och familjen långhorningar. Inga underarter finns listade i Catalogue of Life.